# Pays-Bas au Concours Eurovision de la chanson 2012
Les Pays-Bas ont participé au Concours Eurovision de la chanson 2012 et ont sélectionné leur artiste et leur chanson via une finale nationale intitulé Nationaal Songfestival 2012 et organisée par le diffuseur néerlandais TROS.

## Nationaal Songfestival 2012
Pour la première fois depuis 2005, le représentant néerlandais est sélectionné via une finale nationale ouverte à tous. Six numéros sont choisis, à la suite d'un appel aux chansons, pour participer à la finale nationale qui a lieu le 26 février 2012.
Les chansons pouvaient être soumises du 6 juillet au 30 septembre 2011 de plusieurs manières : en effet, les gens étaient libres de juste soumettre des paroles, une mélodie, le nom d'artiste, une production audio complète ou encore la combinaison de tout cela. Pour ces soumissions, une énorme valise est installée dans la cour du siège de la TROS durant cette période. TROS invite les artistes et compositeurs, connus ou pas, de mettre leurs inscriptions et chansons dans la boîte aux lettres appartenant à la valise. Les participants à l'appel aux chansons doivent soumettre leurs chansons et inscriptions en personne et lorsqu'ils ont mis leurs enveloppes dans la valise, ils doivent expliquer leurs raisons de faire cela à la caméra installé dans la valise. Le 1er octobre 2011, TROS annonce que plus de 450 chansons ont été soumises. Le 5 janvier 2012, TROS annonce qu'ils ont choisi leurs six finalistes pour la sélection en direct.
La finale consiste en trois duels avec deux candidats dans chacun d'eux. Les trois duels ont été déterminés par tirage au sort le 19 février 2012.
Les trois vainqueurs de ces duels se qualifient pour la super-finale où est sélectionné le gagnant du concours. Les décisions sont prises par un jury professionnel (à 50 %) et par le télévote (50 %). Le jury professionnel est composé de Carlo Boszhard (personnalité de la télévision, chanteur, imitateur et animateur), Ali B (rappeur), Afrojack (DJ), Stacey Rookhuizen (entrepreneur et présentateur) et Jeroen Nieuwenhuize (DJ radio). La finale comprend également un jury international composé de 100 personnes mais leur vote est seulement consultatif,.
La finale nationale est produite en collaboration avec le créateur de Big Brother et de The Voice John de Mol et est présentée par le chanteur Jan Smit.
La finale, qui a vu la victoire de Joan Franka avec sa chanson You and Me, a attiré 2,3 millions de Néerlandais soit 30,6 % du part de marché. De plus, elle est le Nationaal Songfestival le plus vu ces dernières années. Enfin, l'évènement a été un trending topic mondial sur Twitter le 26 février 2012.

### Duels

#### Duel 1
| Numéro | Artiste         | Chanson          | Musique (m) et paroles (p)                             | Jury | Télévote | Total | Résultat  |
| ------ | --------------- | ---------------- | ------------------------------------------------------ | ---- | -------- | ----- | --------- |
| 1      | Tim Douwsma     | Undercover Lover | Bruce R.F. Smith (p), Michel van der Zanden (m)        | 11   | 20,1     | 31,1  | Éliminé   |
| 2      | Pearl Jozefzoon | We Can Overcome  | Gordon Groothedde (m et p), Curtis Richardson (m et p) | 39   | 29,9     | 68,9  | Qualifiée |

#### Duel 2
| Numéro | Artiste        | Chanson    | Musique (m) et paroles (p)                        | Jury | Télévote | Total | Résultat  |
| ------ | -------------- | ---------- | ------------------------------------------------- | ---- | -------- | ----- | --------- |
| 3      | Joan Franka    | You and Me | Joan Franka (m et p), Jessica Hoogenboom (m et p) | 26   | 27,7     | 53,7  | Qualifiée |
| 4      | Raffaëla Paton | Chocolatte | Jan Rooymans (m et p), Chris Silos (m et p)       | 24   | 22,3     | 46,3  | Éliminée  |

#### Duel 3
| Numéro | Artiste     | Chanson               | Musique (m) et paroles (p)                                       | Jury | Télévote | Total | Résultat |
| ------ | ----------- | --------------------- | ---------------------------------------------------------------- | ---- | -------- | ----- | -------- |
| 5      | Kim de Boer | Children of the World | Martijn Schimmer (m et p)                                        | 17   | 31,4     | 48,4  | Éliminé  |
| 6      | Ivan Peroti | Take me as I am’      | Alain Clark (m et p), Steve Diamond (m et p), Ben Caver (m et p) | 33   | 18,6     | 51,6  | Qualifié |

### Super-finale
| Numéro | Artiste         | Chanson          | Musique (m) et paroles (p)                                       | Jury | Télévote | Total | Résultat |
| ------ | --------------- | ---------------- | ---------------------------------------------------------------- | ---- | -------- | ----- | -------- |
| 1      | Pearl Jozefzoon | We can overcome  | Gordon Groothedde (m et p), Curtis Richardson (m et p)           | 19   | 14,6     | 33,6  | 2e       |
| 2      | Joan Franka     | You and Me       | Joan Franka (m et p), Jessica Hogeboom (m et p)                  | 11   | 26,1     | 37,1  | Gagnante |
| 3      | Ivan Peroti     | Take me as I am’ | Alain Clark (m et p), Steve Diamond (m et p), Ben Caver (m et p) | 20   | 9,3      | 29,3  | 3e       |

## À l'Eurovision
Les Pays-Bas participent à la seconde demi-finale du 24 mai et passent en 3e position entre la Macédoine et Malte lors de cette demi-finale. Cependant, le pays ne se qualifie pas pour la finale en se terminant à la 15e place avec 35 points. En détail, le public a placé le pays à la 10e place avec 51 points mais les jurys a seulement placé la nation en 16e place avec 31 points.

### Points accordés aux Pays-Bas
| 12 points | 10 points     | 8 points             | 7 points            | 6 points |
| --------- | ------------- | -------------------- | ------------------- | -------- |
|           |               | - Allemagne          | - Estonie - Turquie |          |
| 5 points  | 4 points      | 3 points             | 2 points            | 1 point  |
|           | - Royaume-Uni | - Norvège - Lituanie | - Slovénie          | - Suède  |

### Points accordés par les Pays-Bas
| 12 points | Suède              |
| 10 points | Serbie             |
| 8 points  | Estonie            |
| 7 points  | Turquie            |
| 6 points  | Portugal           |
| 5 points  | Bosnie-Herzégovine |
| 4 points  | Lituanie           |
| 3 points  | Norvège            |
| 2 points  | Malte              |
| 1 point   | Biélorussie        |

| 12 points | Suède     |
| 10 points | Serbie    |
| 8 points  | Turquie   |
| 7 points  | Estonie   |
| 6 points  | Espagne   |
| 5 points  | Irlande   |
| 4 points  | Russie    |
| 3 points  | Norvège   |
| 2 points  | Allemagne |
| 1 point   | Lituanie  |